# Centro Médico Sheba

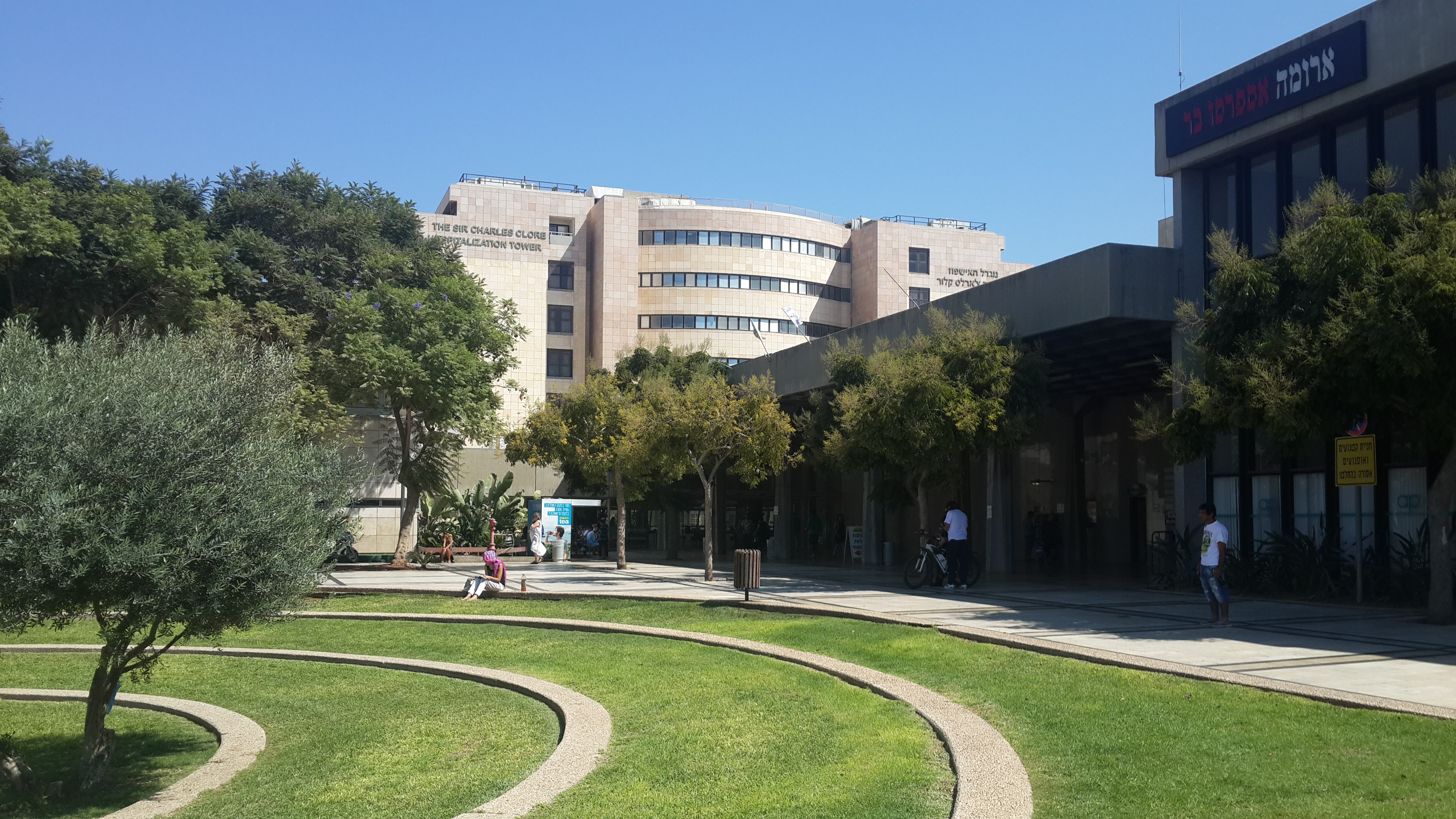
Instalaciones del hospital.

El Centro Médico Sheba–Tel HaShomer (en hebreo: המרכז הרפואי שיבא – תל השומר‎) es un hospital de Israel, situado en el barrio de Tel HaShomer de la ciudad de Ramat Gan.
Sheba es el hospital más grande de Israel y uno de los más grandes de Medio Oriente, además de ser considerado uno de los mejores hospitales del mundo, habiendo alcanzado el noveno puesto en el ranking de Newsweek-Statista de 2020, mejorando en un punto su décimo puesto de 2019 en dicha clasificación. En 2024, ha vuelto a estar clasificado en el noveno puesto.

## Descripción
El hospital se estableció en 1948 como el primer hospital militar de Israel, para el tratamiento de las víctimas de la guerra de Independencia de Israel. Fue fundado en un conjunto de barracones militares abandonados de la época del Mandato, y fue conocido originalmente como Hospital Militar n.º 5. En 1953, se convirtió en un hospital civil, y el doctor Chaim Sheba se convirtió en su director. Tras la muerte de Sheba, el hospital fue renombrado en su honor. 
Situado en una área de 61 hectáreas en Ramat Gan, opera 120 departamentos y clínicas. Cuenta con 1700 camas, más de 1400 médicos, 2600 enfermeras y otros 3.300 trabajadores de la salud.[cita requerida]